# Cimetière militaire britannique Wood Farm d'Epehy
Le cimetière militaire britannique Wood Farm d'Épehy (Épehy Wood Farm Cemetery) est l'un des trois cimetières militaires de la Première Guerre mondiale situés sur le territoire de la commune d'Épehy (Somme). Les deux autres sont Domino British Cemetery, Épehy et Pigeon Ravine Cemetery.

## Localisation
Ce cimetière est situé 200 m après la sortie du village, sur la route de Guyencourt-Saulcourt.

## Historique

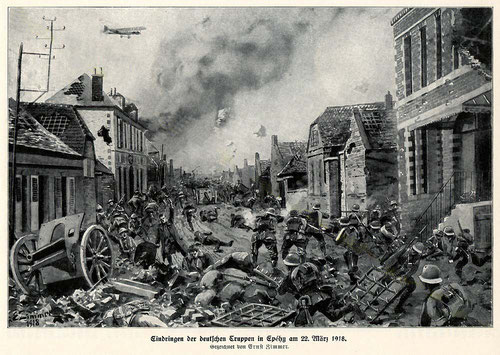
Gravure allemande : combats dans la Grande Rue d'Épehy.

Épehy fut occupé par les Allemands dès le début de la guerre le 28 août 1914. Situé à l'avant de la ligne Hindenburg, le village fut complètement rasé lors du repli des troupes allemandes. Le village d'Épehy a été capturé au début d'avril 1917, perdu le 22 mars 1918 et repris lors la bataille d'Épehy le 18 septembre suivant par le 7e Norfolks, le 9e Essex et le 1er Cambridgeshires de la 12e Division (Est). Le cimetière tire son nom de la ferme du bois, un peu à l'est. Il fut créé en octobre 1918.

## Caractéristiques
Le cimetière contient maintenant 997 sépultures et commémorations de la Première Guerre mondiale dont 235 ne sont pas identifiées, mais il y a des monuments spéciaux supplémentaires à 29 victimes connues ou supposées être enterrées parmi eux, et à deux victimes enterrées dans le nouveau cimetière britannique d'Épehy, dont les tombes n'ont pu être trouvées lorsque les tombes provenant des cimetières provisoires des environs ont été rapportées. Le cimetière a été conçu par Sir Herbert Baker.

## Galerie

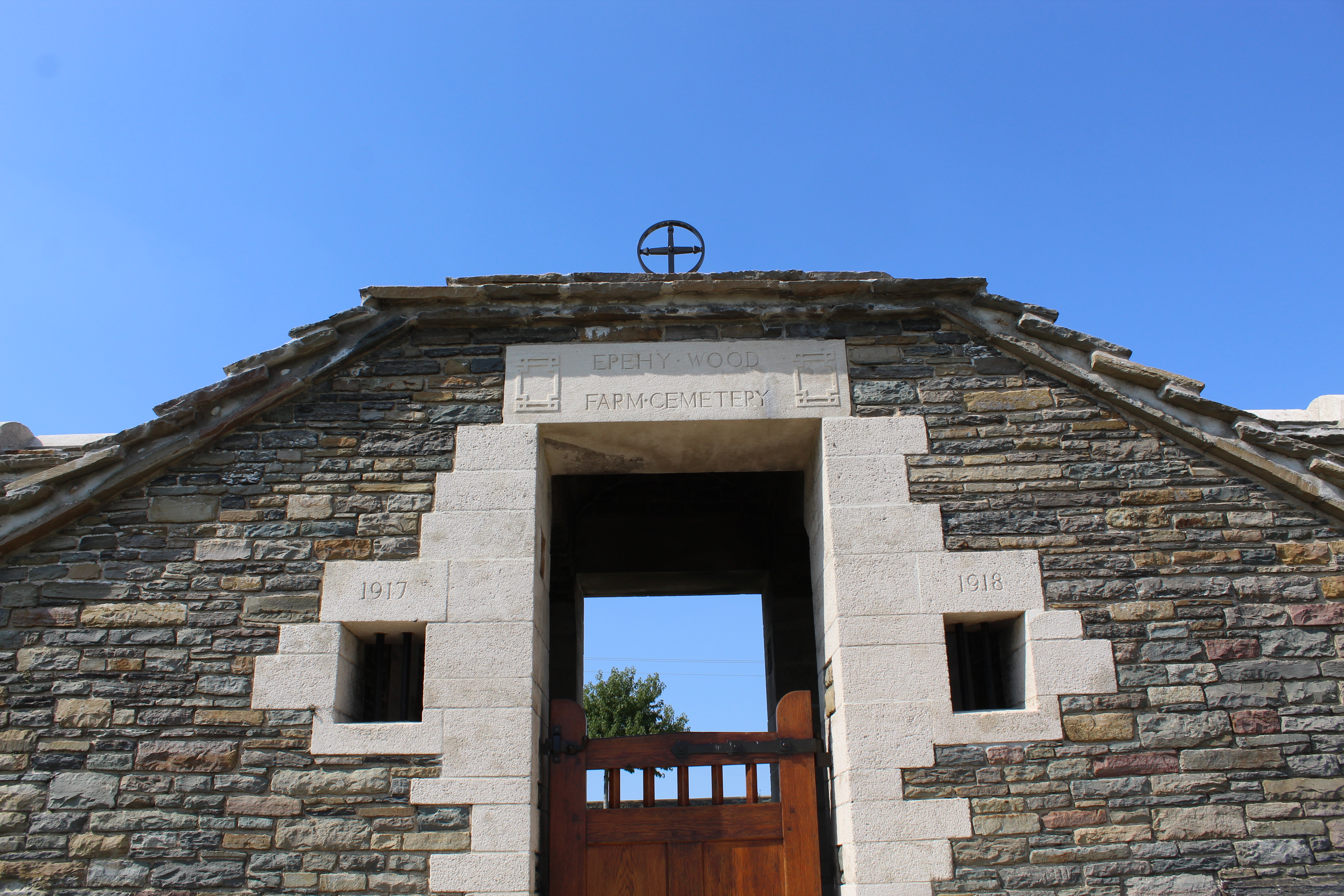
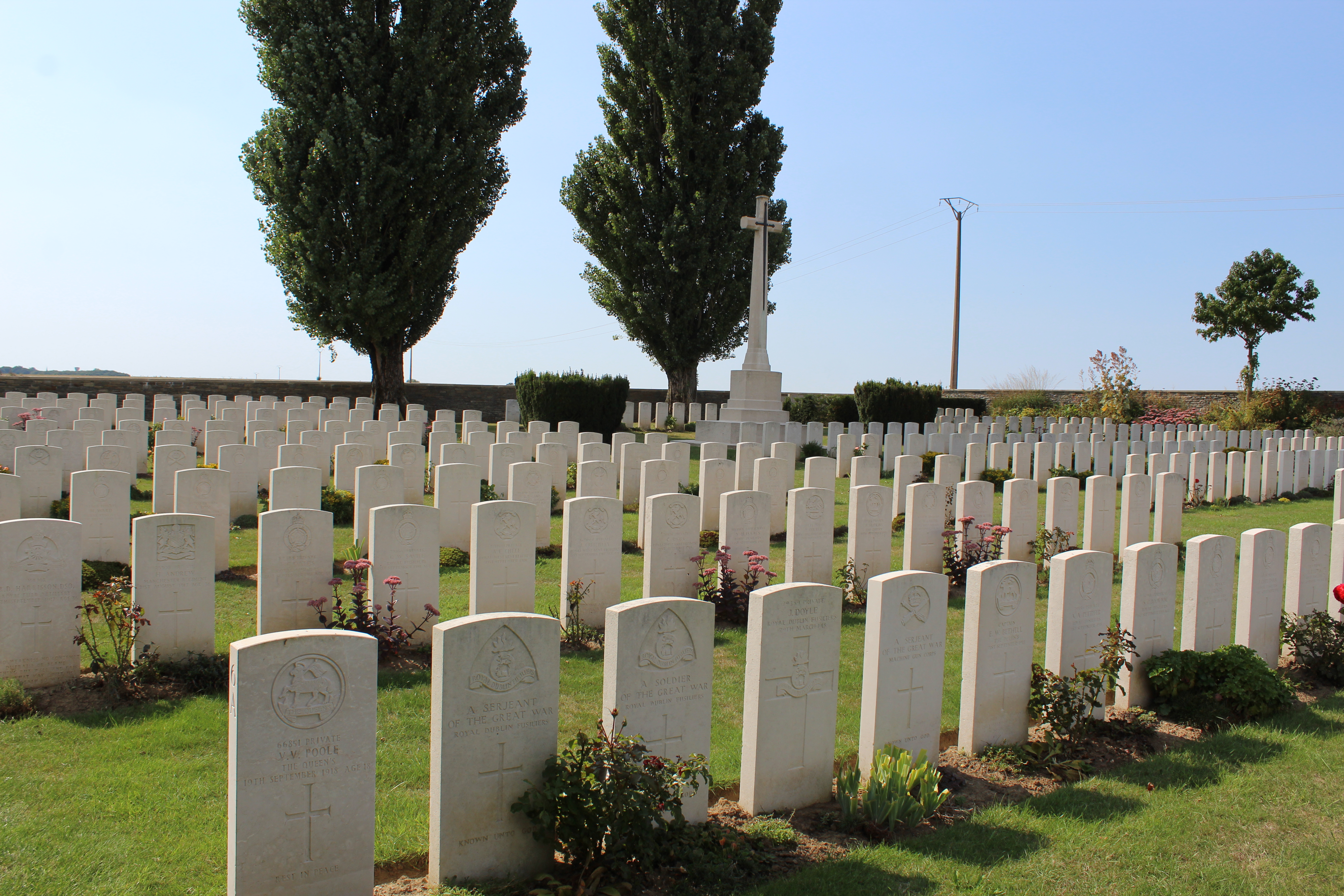
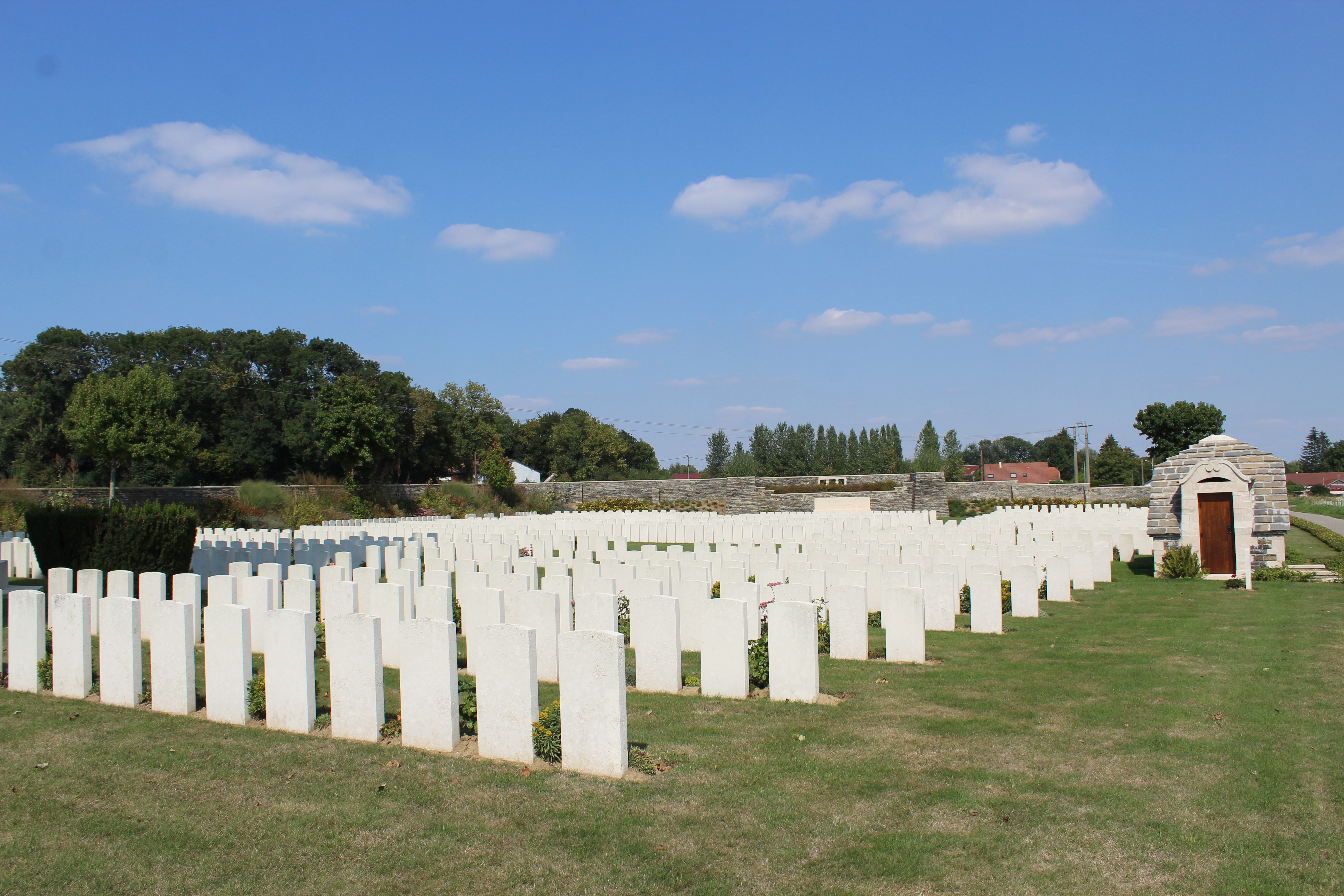
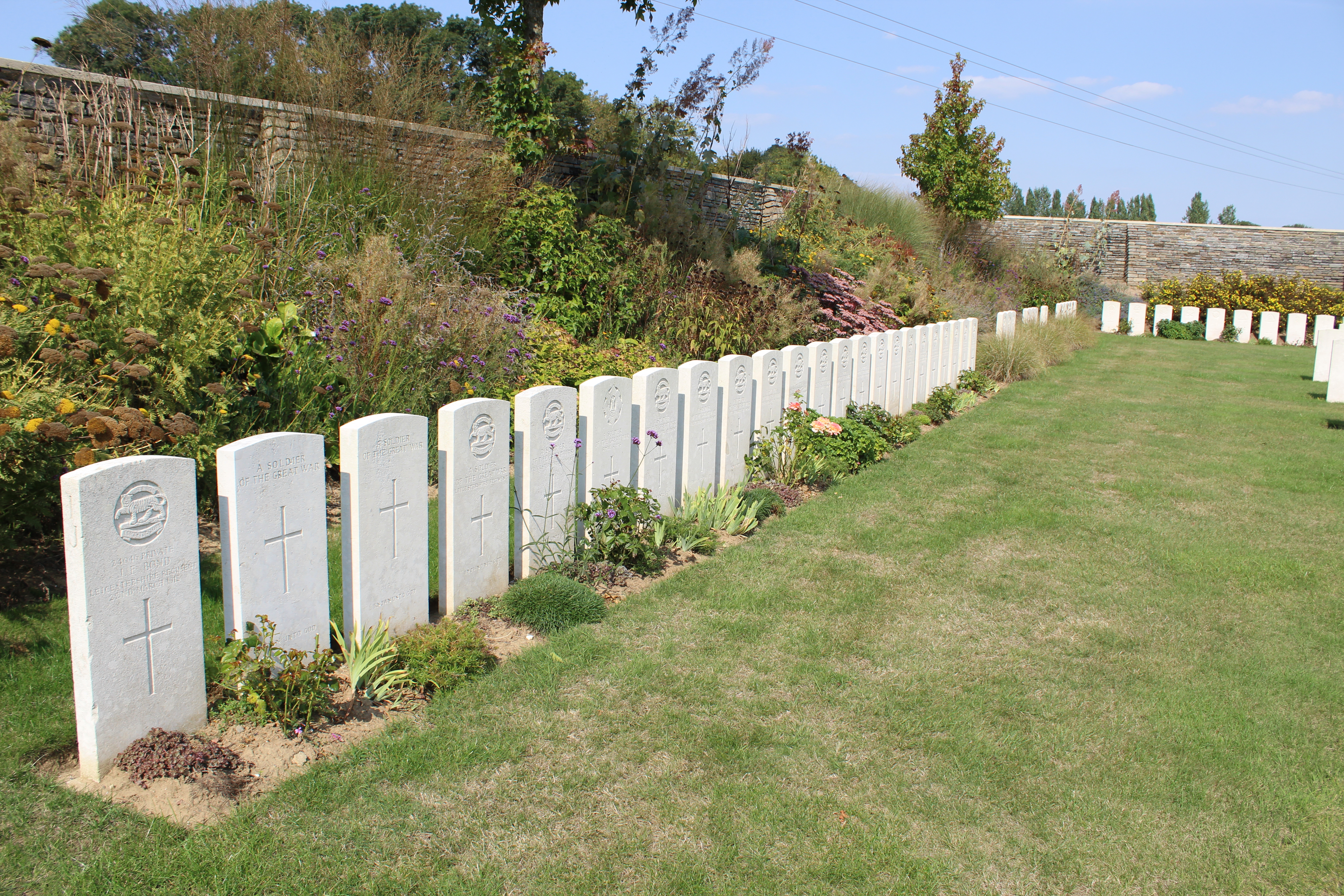

## Sépultures
| Pays        | Sépultures |
| ----------- | ---------- |
| Royaume-Uni | 997        |